# Design sensoriel
Le design sensoriel concerne la maîtrise dans la conception et le développement, de tous les aspects perçus dʼun produit. Seules les sensations peuvent être maîtrisées dans le processus de perception dʼun objet. Maîtrisées cʼest-à-dire spécifiées, prédites, conçues, provoquées, mesurées et garanties en qualité de conformité.
Le  designer sensoriel dispose d’outils et de méthodes qui lui permettent d’analyser le produit, son interaction avec l’utilisateur ainsi que l’influence du contexte dans lequel ils se trouvent. Il identifie, à l’aide de grilles d’analyse, le cadre de référence du produit ainsi que les bugs perceptifs qui apparaissent lorsqu’un utilisateur découvre, aborde ou utilise ce même produit ou service. Une fois ces éléments analysés, il définit les pistes à (re)concevoir en priorité, qui peuvent être : optimiser la qualité perçue, améliorer le confort d’utilisation, faciliter la compréhension du produit, lui permettre de se différencier, « rassurer », faciliter l’acceptation d’une innovation de rupture… Enfin, à l’aide de la métrologie sensorielle il définit, décrit et illustre précisément les caractéristiques sensorielles qu’il souhaite obtenir pour son produit.

L'odorat
La vue
Le toucher
L'ouïe

## La métrologie sensorielle
C’est une technologie dont l’objectif est de donner une signification objective à ses impressions. Elle utilise l’homme pour décrire et quantifier l’ensemble des sensations humaines liées à un produit, objet ou matériau. Cette méthode issue de l’agro-alimentaire a été adaptée par Régine Charvet Pello, Louise Bonnamy et Jean-François Bassereau de l'agence de design RCP Design Global pour permettre des applications en conception de produits non alimentaires. Les résultats de l’évaluation sensorielle viennent désormais enrichir les cahiers des charges des industriels dans des domaines tels que l’automobile, le ferroviaire, l’aménagement de magasins, les menuiseries industrielles et bien d’autres filières industrielles.

## Certesens
Le Centre d’Etudes et de Recherches sur les TEchnologies du SENSoriel est l'émanation de l’Université de Tours et de trois PME tourangelles : RCP Design Global (spécialiste du design industriel et sensoriel et initiateur de la matériauthèque sensorielle qui sera intégrée dans Certesens), Spincontrol (experte en caractérisation de produits cosmétiques) et CQFDgustation (spécialiste du sensoriel dans le domaine de l’alimentaire). La plate-forme de recherche, soutenue par le pôle de compétitivité Cosmetic Valley, a été inauguré le 16 mars 2012. Cette structure comporte une unité de métrologie sensorielle et une matériauthèque, « tapis d’éveil des designers », qui permet aux entreprises des filières cosmétique et de l’agroalimentaire de caractériser les propriétés de nouveaux matériaux. Le projet, soutenu par la communauté d’agglomération Tour(s) Plus et le FEDER, représente un investissement d’environ 5 000 000 € (5 179 400 €2016).
La plate-forme réunit ainsi :
- des équipes de spécialistes pluridisciplinaires : matériaux – sensoriel ;
- psychologie – neurobiologie ;
- une matériauthèque sensorielle - banque de matériaux classés selon leurs propriétés sensorielles - implantée au sein d’un bâtiment de 750 m² ;
- des outils informatiques et didactiques pour identifier les matériaux répondant à un cahier des charges sensoriel ;
- des supports d’expérimentation, de transfert de technologies et de compétences[4].

## Les mots du sensoriel
Les mots du sensoriel sont issus du guide des bonnes pratiques en méthodologie générale du groupe de travail de l'Association française de normalisation V09B.

### Analyse micro psychologique
Technique analytique  in situ de décomposition des actions. En découpant une action en plusieurs actes simples, on peut identifier les efforts et les bugs perceptifs. Cette méthode fait partie intégrante de lʼévaluation sensorielle en vue dʼune conception dʼobjets prenant en compte les perceptions de lʼhomme.

### Analyse sensorielle
A lʼorigine ce terme sʼapplique aux aspects olfacto gustatifs et visuels des aliments. Lʼanalyse sensorielle est une méthode qui permet de découvrir les grandeurs sensorielles simples qui composent la perception des produits. Depuis une quinzaine dʼannées ces techniques ont été transférées, pour caractériser les sensations autres quʼolfactives et gustatives pour dʼautres produits quʼalimentaires et cosmétiques, lʼensemble est orienté conception de produits.

### Bug perceptif
Blocage du processus de perception. Le bug perceptif qualifie le fait que le système de relations objet/sujet/contexte pose problème à lʼutilisateur ; souvent issu dʼune approche de conception dʼobjet trop techno-centrée.

### Design
Le design est une activité de conception et de création à vocation industrielle et commerciale. Il intervient sur la forme du produit adapté à ses fonctions. Au-delà de lʼapparence à laquelle il donne un sens, il participe à la qualité perçue.

### Évaluation sensorielle
L'évaluation sensorielle rassemble la méthode « analyse sensorielle » et s'étend aux outils. C'est-à-dire aux protocoles qui permettent d'identifier l'existence de telle ou telle sensation monodimensionnelle.

### Expert sensoriel
Individu, expérimentateur, spécialisé dans la conception et la conduite de protocoles, tests, épreuves et entraînement sensoriels de sujets humains. En général, il sʼagit dʼun sujet qualifié (cf. sujet qualifié) qui a acquis une connaissance sur des relations causales avec les effets mesurés (Le « Nez » en parfumerie est un expert sensoriel orienté création de produits).

### Instrument de mesure sensorielle
À part quelques exceptions (la couleur, sur certains aspects par exemple), lʼinstrument de mesure des sensations qualifie un groupe de personnes entraînées à la discrimination de sensations pluri et monodimensionnelles. La mesure des sensations se fait par attribution dʼun nombre rationnel sur une échelle absolue maîtrisée par chaque sujet.

### Juste perçu
Le juste perçu fait référence aux seuils de perception, dʼidentification et de discernement de lʼutilisateur. Ces trois seuils permettent dʼidentifier le bon dosage dʼun ingrédient ou dʼune sensation. En rapport avec une conception dʼobjet, on parle de juste perçu.

### Marketing sensoriel
Ensemble des techniques marketing visant à utiliser un ou plusieurs des 5 sens pour favoriser lʼachat dʼun produit ou service. La sollicitation des sens chez le consommateur se fait essentiellement au niveau du produit ou du point de vente. Si la vue, le toucher et le goût font depuis longtemps partie intégrante et traditionnelle du marketing produit, l'expression « marketing sensoriel » est apparue lorsque les industriels et les commerçants ont commencé à exploiter les deux autres sens, à savoir l'odeur et le son, pour leurs produits et/ou leurs points de vente.

### Métrologie sensorielle
La métrologie sensorielle rassemble lʼanalyse sensorielle, lʼévaluation sensorielle et lʼinstrument de mesure et son utilisation. Elle fait donc appel à une approche expérimentale, à ses outils, protocoles, épreuves et entraînements sensoriels, ainsi quʼaux capacités sensorielles des sujets entraînés.

### Nuancier sensoriel
Ensemble dʼéchantillons de matières représentatifs de la plage des intensités perceptibles de différentes sensations (tactiles, visuelles...).

### Perception
Processus mental qui consiste à intégrer des sensations en percepts d'objets et l'utilisation de ces percepts pour comprendre ce qui nous entoure. Plus simplement, on peut définir la perception comme le processus se terminant par l'interprétation des stimuli sensoriels.

### Profil sensoriel
Carte dʼidentité sensorielle dʼun produit obtenue par les techniques les plus abouties de lʼévaluation sensorielle.

### Qualité perçue
La qualité perçue fait référence à lʼimpression donnée par un produit à son utilisateur. Cʼest une composition de tous les effets véhiculés par le produit.

### Référentiel sensoriel
Ensemble dʼéchantillons de matières différentes représentatifs de la plage des intensités perceptibles de sensations monodimensionnelles appartenant à différentes voies sensorielles (tactile, visuelles...).

### Sensation
La sensation est un découpage particulier du "monde" entre un sujet percevant et un objet perçu dans un contexte donné. La sensation est la seule partie objectivable, aujourdʼhui, du processus de perception grâce aux techniques dʼévaluation sensorielle.

### Panel sensoriel
Un panel sensoriel est l'ensemble des « sujets » entraînés, cʼest-à-dire des personnes, sur leur appareil perceptif.

### Sujet familiarisé
Individu qui débute des séances dʼépreuves en évaluation sensorielle et qui a terminé sa phase de familiarisation avec lʼespace produit.

### Sujet initié
Personne ayant assimilé les techniques et épreuves dʼévaluation sensorielle.

### Sujet entraîné
Sujet initié qui a terminé ses phases dʼentraînement en cabine dʼévaluation sensorielle. Dès ce niveau le sujet entraîné peut venir former le panel sensoriel.

### Sujet qualifié
Tout individu, précis et répétable dans le temps dans sa réponse dʼintensité de sensation validée comme monodimensionnelle. (Un individu seul, ne peut constituer
un instrument de mesure sensorielle.)